# More Like Her
«More Like Her» — песня американской кантри-певицы Миранды Ламберт, вышедшая в качестве 4-го сингла с её второго студийного альбома Crazy Ex-Girlfriend (2007). Номинация на премию CMT Music Awards в категории Female Video of the Year на церемонии 2009 года.

## История
Сингл вышел 1 сентября 2008 года на студии Columbia Nashville. Песня получила положительные отзывы: Engine 145, LA Times, CMT.com, Country Universe.
«More Like Her» была номинирована в категории Female Video of the Year на церемонии 2009 CMT Music Awards.
Музыкальное видео снято режиссёром Randee St. Nicholas и набрало 25 млн просмотров.

## Чарты
«More Like Her» дебютировал на № 54 в кантри-чарте Billboard Hot Country Songs и на 22-й недели достиг Top 20 и дебютировал на № 99 в Billboard Hot 100 и позднее спустя 27 недель в марте 2009 года достиг № 17 в кантри-чарте.
| Чарт (2008—09)                    | Высшая позиция |
| --------------------------------- | -------------- |
| США (Billboard Hot 100)           | 90             |
| США (Billboard Hot Country Songs) | 17             |